# 巴斯克足球代表隊
巴斯克足球代表隊（巴斯克語：Euskal Herriko futbol selekzioa）是巴斯克地區的足球代表隊。球隊的選手都是巴斯克人。並未參加國際足聯和歐足聯。西班牙也禁止巴斯克參加國際足聯及國際比賽。巴斯克參加的首場國際賽事是在1915年。在弗朗哥獨裁統治結束之後巴斯克代表隊自1979年開始再次活躍。自1993年以後，每年的聖誕節期間巴斯克代表隊都會邀請世界各地的球隊來到巴斯克進行慈善比賽。

## 外部連結
- Basque FA （页面存档备份，存于） （巴斯克文） （西班牙文）
- Euskal Selekzioa Online （巴斯克文） （英文）
- All-time results at rsssf.com （页面存档备份，存于）